# 2159 Kukkamäki
2159 Kukkamäki este un asteroid din centura principală, descoperit pe 16 octombrie 1941, de Liisi Oterma.